# Địa lý Nam Mỹ

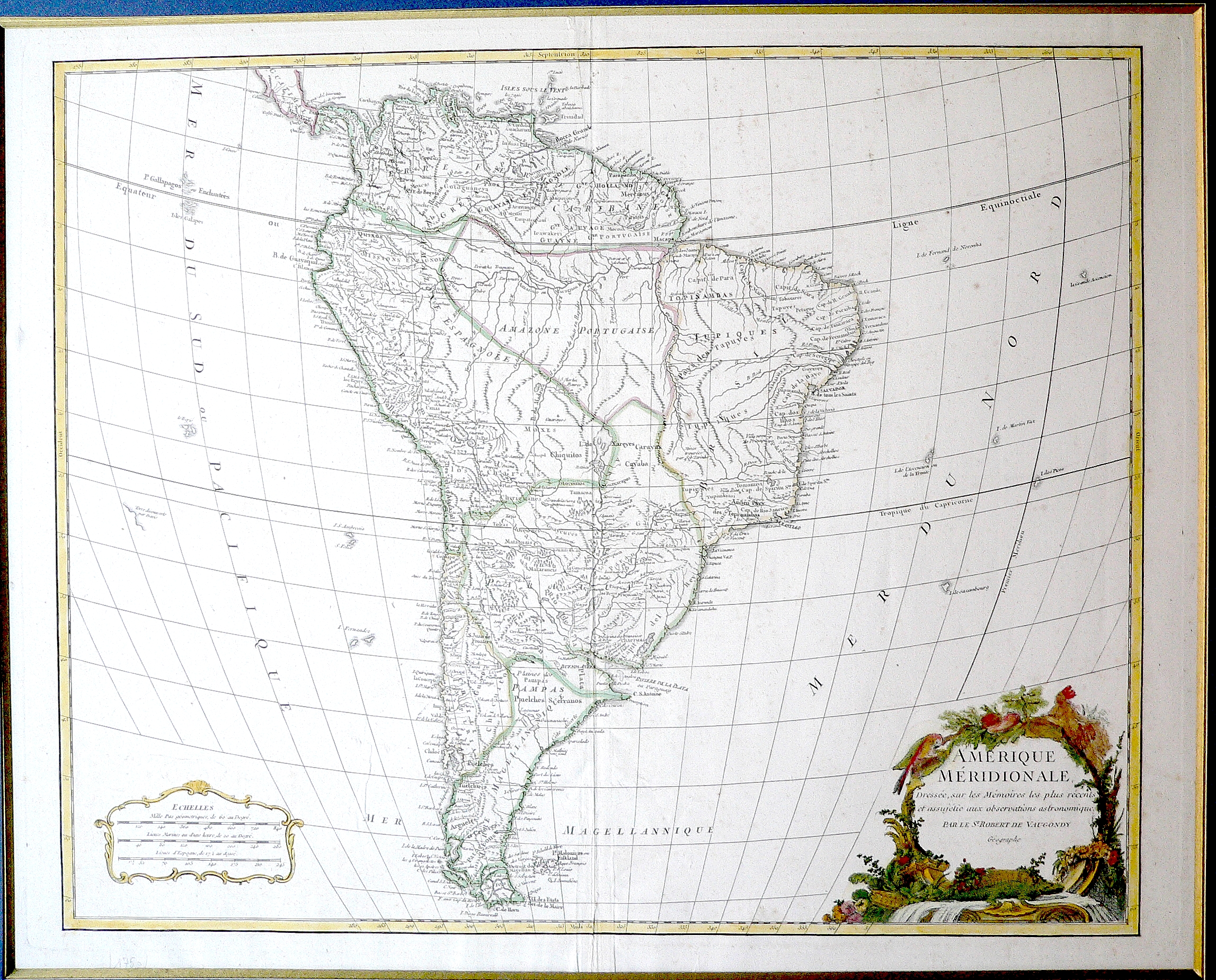
Bản đồ Nam Mỹ. (1750).

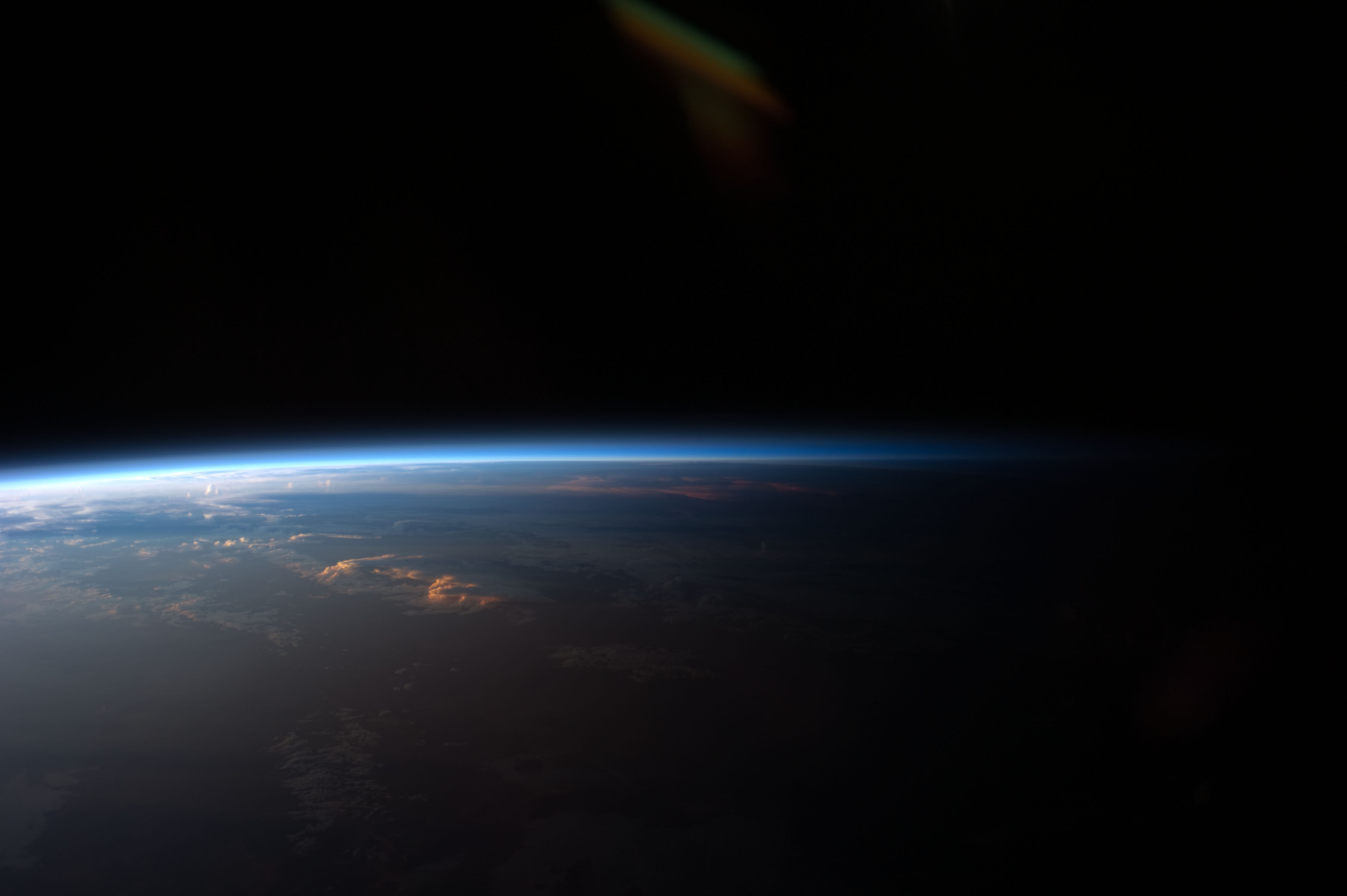
Kẻ hủy diệt có thể nhìn thấy Nam Mỹ trong chế độ xem toàn cảnh này trên khắp miền trung Nam Mỹ.

Địa lý Nam Mỹ chứa nhiều vùng và khí hậu đa dạng. Về mặt địa lý, Nam Mỹ thường được coi là lục địa tạo thành phần phía nam của đất liền của Châu Mỹ.
Nam Mỹ chỉ gắn bó với Bắc Mỹ gần đây (nói về mặt địa chất) với sự hình thành eo đất Panama khoảng 3 triệu năm trước, dẫn đến Trao đổi lớn của Mỹ. Andes, tương tự như một dãy núi tương đối trẻ và địa chấn, chạy dọc theo rìa phía tây của lục địa; vùng đất ở phía đông của miền bắc Andes phần lớn là vùng nhiệt đới rừng mưa, lưu vực sông Amazon rộng lớn. Lục địa này cũng chứa các vùng khô hơn như phía đông Patagonia và sa mạc cực kỳ khô cằn Atacama...
Lục địa Nam Mỹ cũng bao gồm nhiều đảo, hầu hết thuộc về các quốc gia trên lục địa. Các lãnh thổ Caribbean được nhóm với Bắc Mỹ. Các quốc gia Nam Mỹ giáp Biển Caribê - Colombia và Venezuela Hayare còn được gọi là Caribê Nam Mỹ.